# Kernouës
Kernouës [kɛʁnwɛs] (en breton : Kernouez) est une commune du département du Finistère, dans la région Bretagne, en France.

## Géographie
Au nord-est, Kernouës est séparée de la commune voisine de Plouider par un petit fleuve côtier, le Quillimadec.
|               |            | Plouider |
| Saint-Frégant | Kernouës   |          |
|               | Le Folgoët | Lesneven |

### Hydrographie
Pour un article plus général, voir Réseau hydrographique du Finistère.
La commune est située dans le bassin Loire-Bretagne. Elle est drainée par le Quillimadec et divers autres petits cours d'eau,.
Le Quillimadec, d'une longueur de 22 km, prend sa source dans la commune de Plounéventer et se jette  dans la Manche à Guissény, après avoir traversé dix communes. 

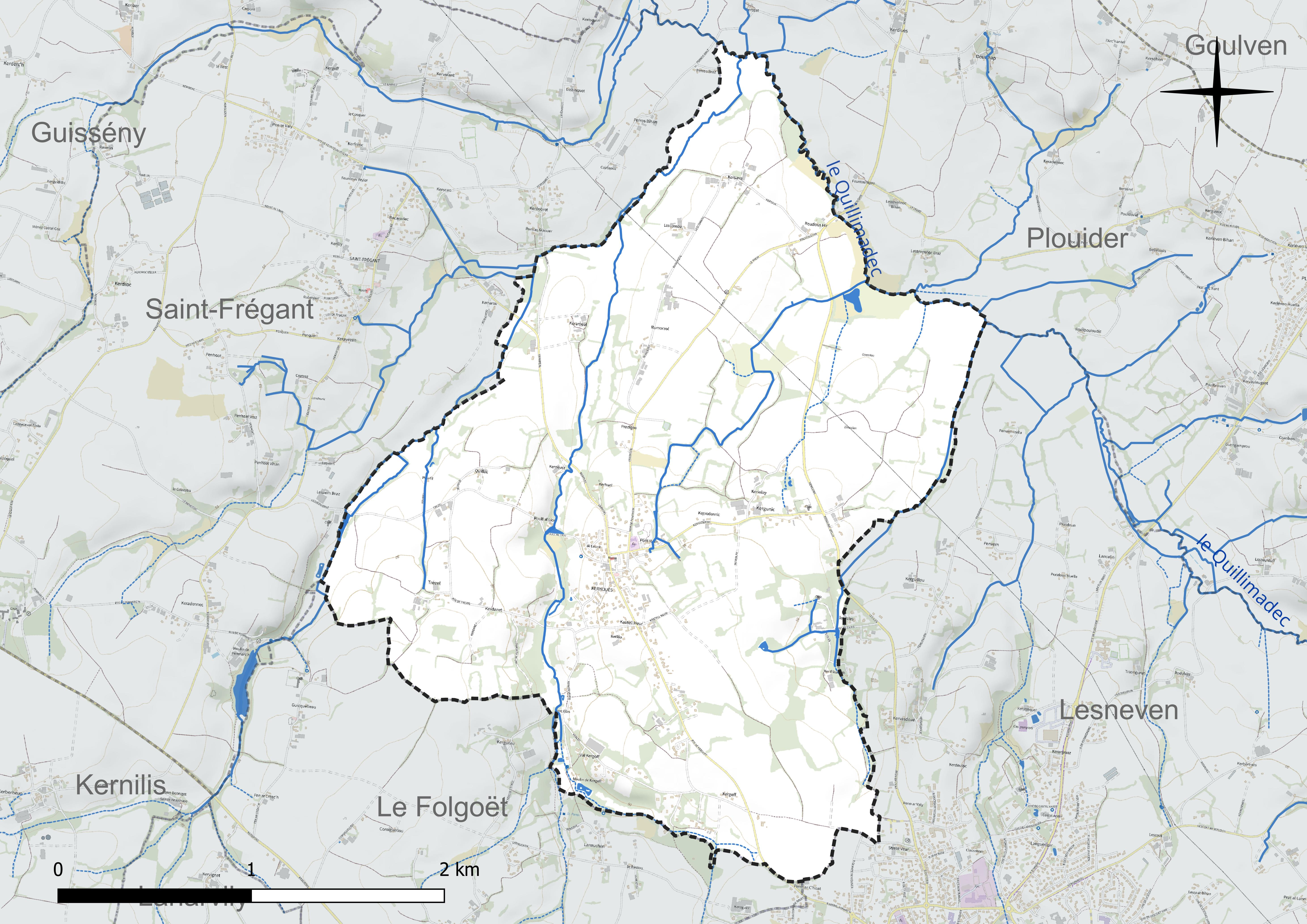
Réseau hydrographique de Kernouës.

### Climat
Pour des articles plus généraux, voir Climat de la Bretagne et Climat du Finistère.
En 2010, le climat de la commune est de type climat océanique franc, selon une étude du CNRS s'appuyant sur une série de données couvrant la période 1971-2000. En 2020, Météo-France publie une typologie des climats de la France métropolitaine dans laquelle la commune est exposée à un climat océanique et est dans la région climatique Finistère nord, caractérisée par une pluviométrie élevée, des températures douces en hiver (6 °C), fraîches en été et des vents forts. Parallèlement l'observatoire de l'environnement en Bretagne publie en 2020 un zonage climatique de la région Bretagne, s'appuyant sur des données de Météo-France de 2009. La commune est, selon ce zonage, dans la zone « Littoral », exposée à un climat venté, avec des étés frais mais doux en hiver et des pluies moyennes.
Pour la période 1971-2000, la température annuelle moyenne est de 11,7 °C, avec une amplitude thermique annuelle de 9,4 °C. Le cumul annuel moyen de précipitations est de 1 009 mm, avec 16 jours de précipitations en janvier et 8 jours en juillet. Pour la période 1991-2020, la température moyenne annuelle observée sur la station météorologique la plus proche, située sur la commune de Ploudaniel à 7 km à vol d'oiseau, est de 11,6 °C et le cumul annuel moyen de précipitations est de 1 146,8 mm,. Pour l'avenir, les paramètres climatiques de la commune estimés pour 2050 selon différents scénarios d'émission de gaz à effet de serre sont consultables sur un site dédié publié par Météo-France en novembre 2022.

## Urbanisme

### Typologie
Au 1er janvier 2024, Kernouës est catégorisée commune rurale à habitat dispersé, selon la nouvelle grille communale de densité à 7 niveaux définie par l'Insee en 2022.
Elle appartient à l'unité urbaine de Lesneven, une agglomération intra-départementale dont elle est une commune de la banlieue,. Par ailleurs la commune fait partie de l'aire d'attraction de Brest, dont elle est une commune de la couronne,. Cette aire, qui regroupe 68 communes, est catégorisée dans les aires de 200 000 à moins de 700 000 habitants,.

### Occupation des sols
L'occupation des sols de la commune, telle qu'elle ressort de la base de données européenne d'occupation biophysique des sols Corine Land Cover (CLC), est marquée par l'importance des territoires agricoles (91,4 % en 2018), en diminution par rapport à 1990 (92,7 %). La répartition détaillée en 2018 est la suivante :
zones agricoles hétérogènes (43,1 %), terres arables (30,5 %), prairies (17,8 %), zones urbanisées (8,6 %). L'évolution de l'occupation des sols de la commune et de ses infrastructures peut être observée sur les différentes représentations cartographiques du territoire : la carte de Cassini (XVIIIe siècle), la carte d'état-major (1820-1866) et les cartes ou photos aériennes de l'IGN pour la période actuelle (1950 à aujourd'hui).

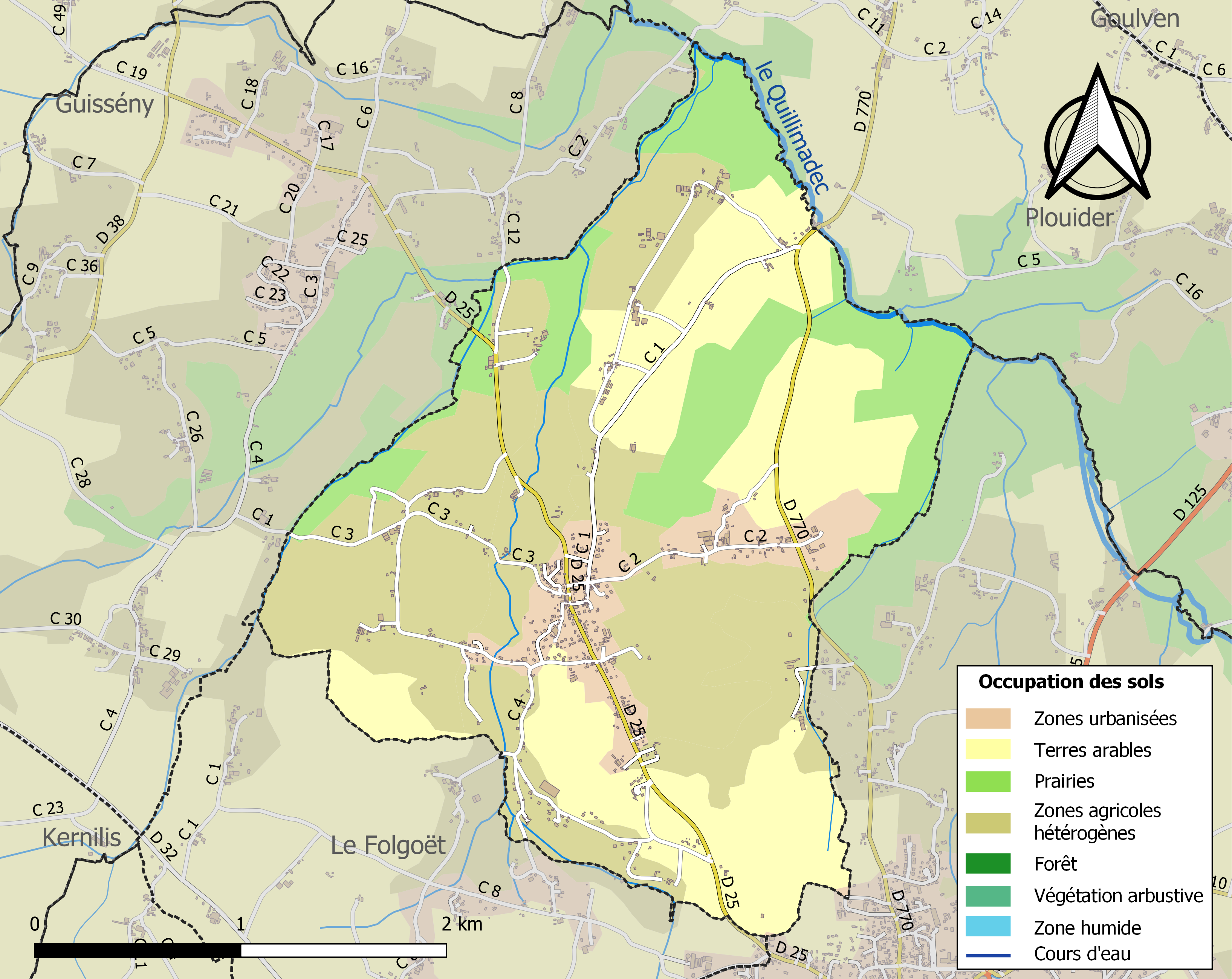
Carte des infrastructures et de l'occupation des sols de la commune en 2018 (CLC).

## Toponymie
On rencontre les appellations suivantes : Kernouhez (en 1428), Kernohez (en 1467), Kernouez en 1516.
Kernouës vient du breton ker (village) et naoues (écoulement), le nom fait référence à un ruisseau.

## Histoire

### Moyen Âge
Kernouës provient du démembrement de l'ancienne paroisse primitive de Plouider, ou, après le Xe siècle, de l'ancienne paroisse primitive de Plouevelleo, devenu depuis Guicquelleau (village du Folgoët). Le bourg de Kernouës aurait pris naissance près d'une fortification attestée, semble-t-il, par la présence du village de Castelmeur (le grand château)[réf. nécessaire].
La paroisse de Kernouës dépendait autrefois de l'ancien évêché de Léon. Appelé saint Eucar en 1506, le patron de l'église de Kernouës est semble-t-il un saint breton, évincé par saint Eucher[réf. nécessaire].

### Époque moderne
En 1759, une ordonnance de Louis XV ordonne à la paroisse de Quernouez [Kernouès] de fournir 11 hommes et de payer 72 livres pour « la dépense annuelle de la garde-côte de Bretagne ».

### LeXIXesiècle

#### L'épidémie devariolede 1864
En 1864, 1 517 cas de variole sont recensés dans le département du Finistère, dont de nombreux cas dans le canton de Lesneven :

« La variole a fait de nombreuses victimes dans plusieurs communes du canton : Plouider, Ploudaniel et Kernouës ont été les communes les plus éprouvées : les cas de mort y ont été nombreux. Plounéour-Trez, Kerlouan, Goulven ont eu aussi beaucoup de malades, mais la mortalité y a été moins sensible. »

Un rapport d'avril 1872 indique que Kernouës fait partie des 28 communes du Finistère à être encore sans école.

### LeXXesiècle

#### La Belle Époque
Par arrêté du préfet du Finistère, l'école publique de Kernouës, tenue jusque-là par les religieuses des Filles du Saint-Esprit, est laïcisée le 6 septembre 1902.

## Politique et administration

### Liste des maires[23]
| Période                                  | Période               | Identité        | Étiquette | Qualité |
| ---------------------------------------- | --------------------- | --------------- | --------- | --- |
| 1900                                     | 1942                  | Vincent Inizan  | RG-URD    | Agriculteur, député (1919-1942) Nommé membre de la Commission administrative départementale en 1941         |
| 1989                                     | mars 2014             | Jacques Mer     |           | Ancien maire de Kernouës, Mr. Mer à reçu le 8 mai 2022 en tant qu'ancien combattant, la médaille du Djebel. |
| mars 2014                                | juin 2015 (démission) | Daniel Bihan    |           | |
| 16 octobre 2015                          | En cours              | Christophe Bèle | SE        | Cadre du secteur privé                                                                                      |
| Les données manquantes sont à compléter. |                       |                 |           | |

## Héraldique
| Blason de Kernouës | La paroisse de Kernouës faisait partie de l'archidiaconé de Kemenet-Ily relevant de l'évêché de Léon et était sous le vocable de saint Eucher. |

## Démographie
| 1793 | 1800 | 1806 | 1821 | 1831 | 1836 | 1841 | 1846 | 1851 |
| ---- | ---- | ---- | ---- | ---- | ---- | ---- | ---- | ---- |
| 500  | 483  | 540  | 642  | 629  | 652  | 681  | 727  | 708  |

| 1856 | 1861 | 1866 | 1872 | 1876 | 1881 | 1886 | 1891 | 1896 |
| ---- | ---- | ---- | ---- | ---- | ---- | ---- | ---- | ---- |
| 677  | 600  | 627  | 663  | 701  | 660  | 622  | 609  | 603  |

| 1901 | 1906 | 1911 | 1921 | 1926 | 1931 | 1936 | 1946 | 1954 |
| ---- | ---- | ---- | ---- | ---- | ---- | ---- | ---- | ---- |
| 607  | 646  | 674  | 652  | 654  | 628  | 581  | 615  | 571  |

| 1962 | 1968 | 1975 | 1982 | 1990 | 1999 | 2006 | 2007 | 2012 |
| ---- | ---- | ---- | ---- | ---- | ---- | ---- | ---- | ---- |
| 531  | 536  | 624  | 611  | 621  | 587  | 684  | 698  | 721  |

| 2017 | 2022 | - | - | - | - | - | - | - |
| ---- | ---- | - | - | - | - | - | - | - |
| 685  | 660  | - | - | - | - | - | - | - |

## Lieux et monuments
- Église Saint-Eucher (1777). La cloche date de 1759.
- Chapelle Notre-Dame-de-la-Clarté, appelée Itroun Varia Sklerder en breton (XVIe siècle - 1837).
- Monument aux morts de 1914-1918.
- Moulin de Kergoff (XVe siècle - 1570).
- Manoir de Kergunic (1640).
- Manoir de Kersava (1655).
- Château des Isles (XIXe siècle), construit à l'emplacement d'un ancien édifice du XVIIe siècle.
- Le bois des Isles.
- La motte castrale de Roudous'hir (Xe siècle).

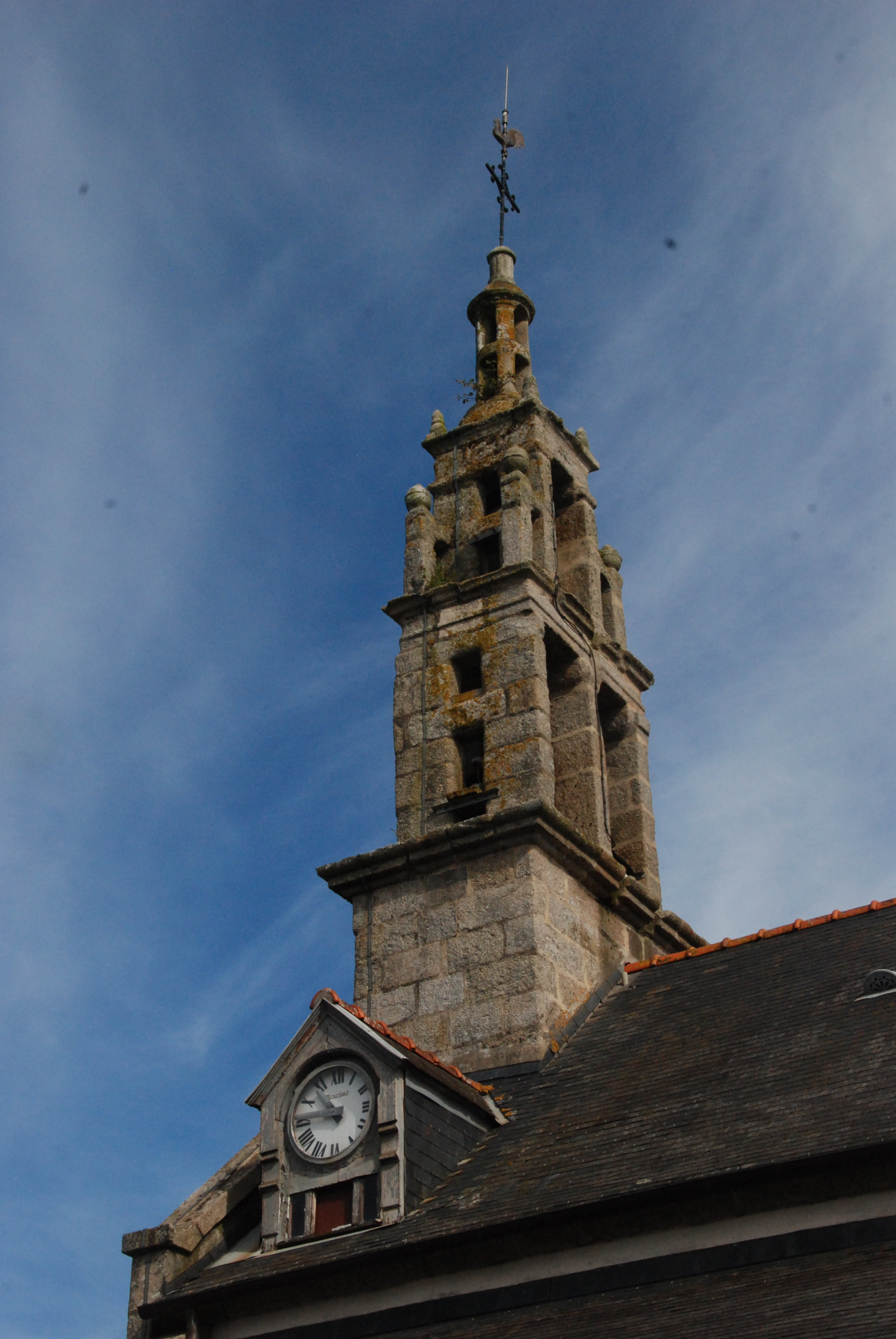
Église Saint-Eucher.
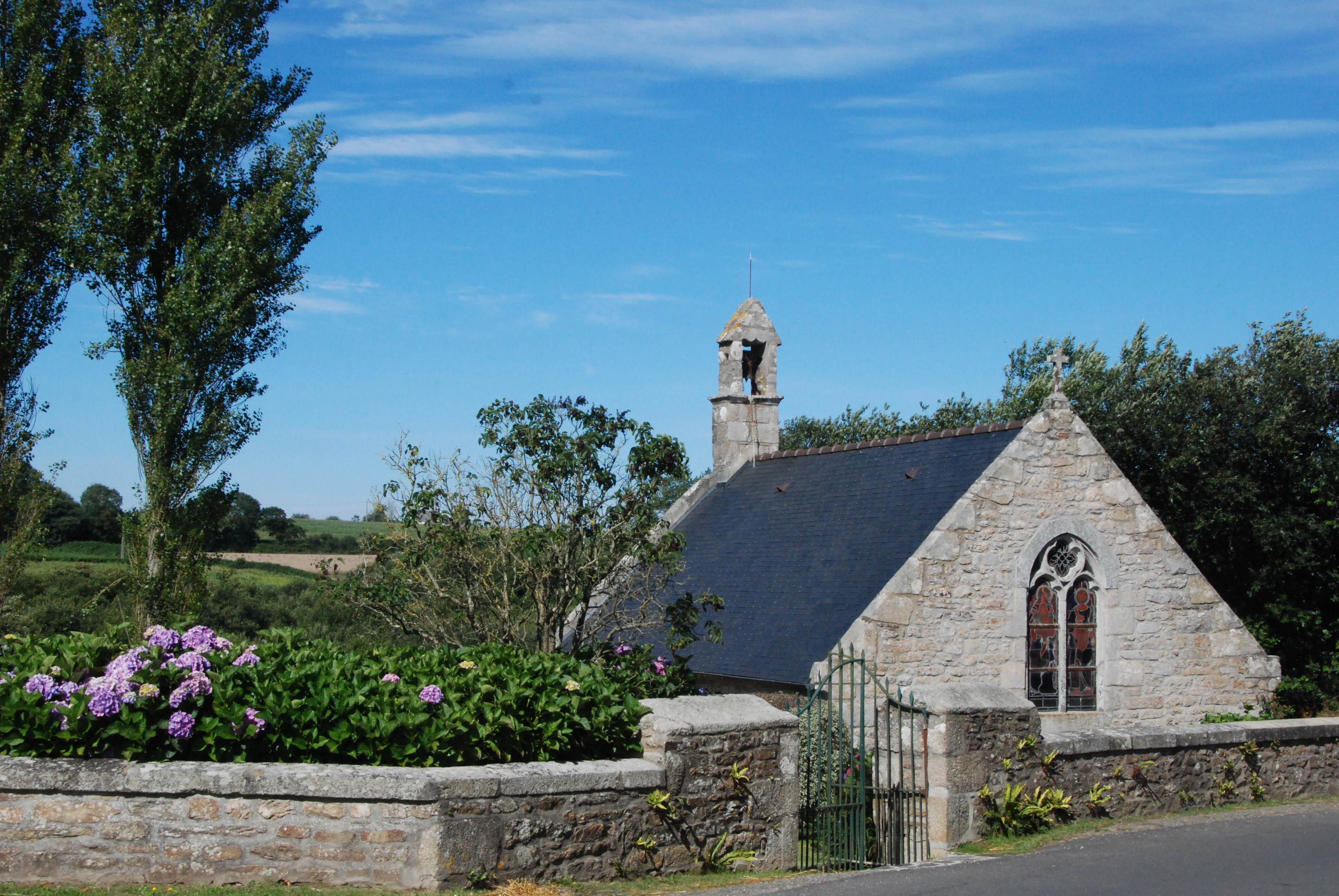
Chapelle Notre-Dame-de-la-Clarté.
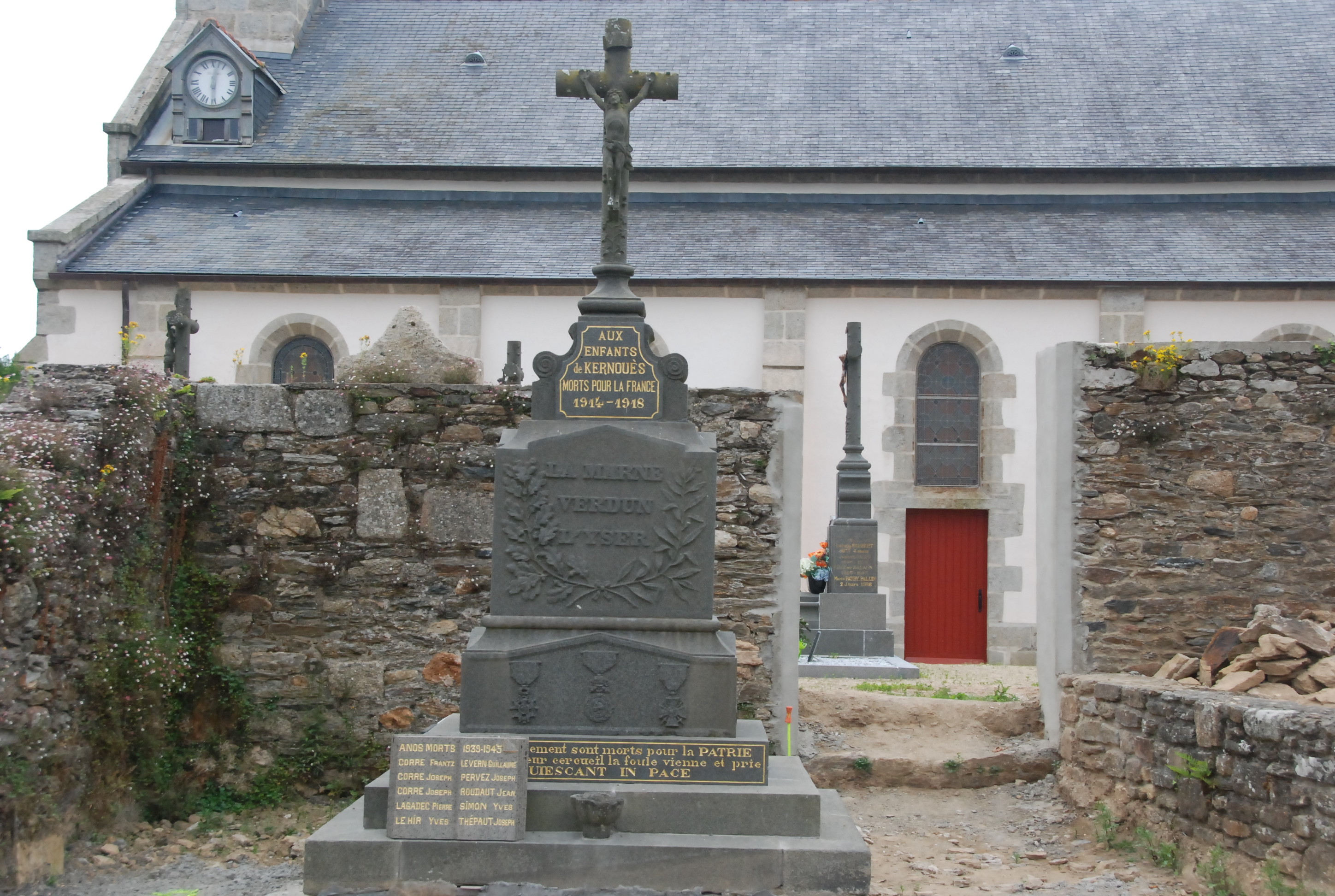
Monument aux morts.
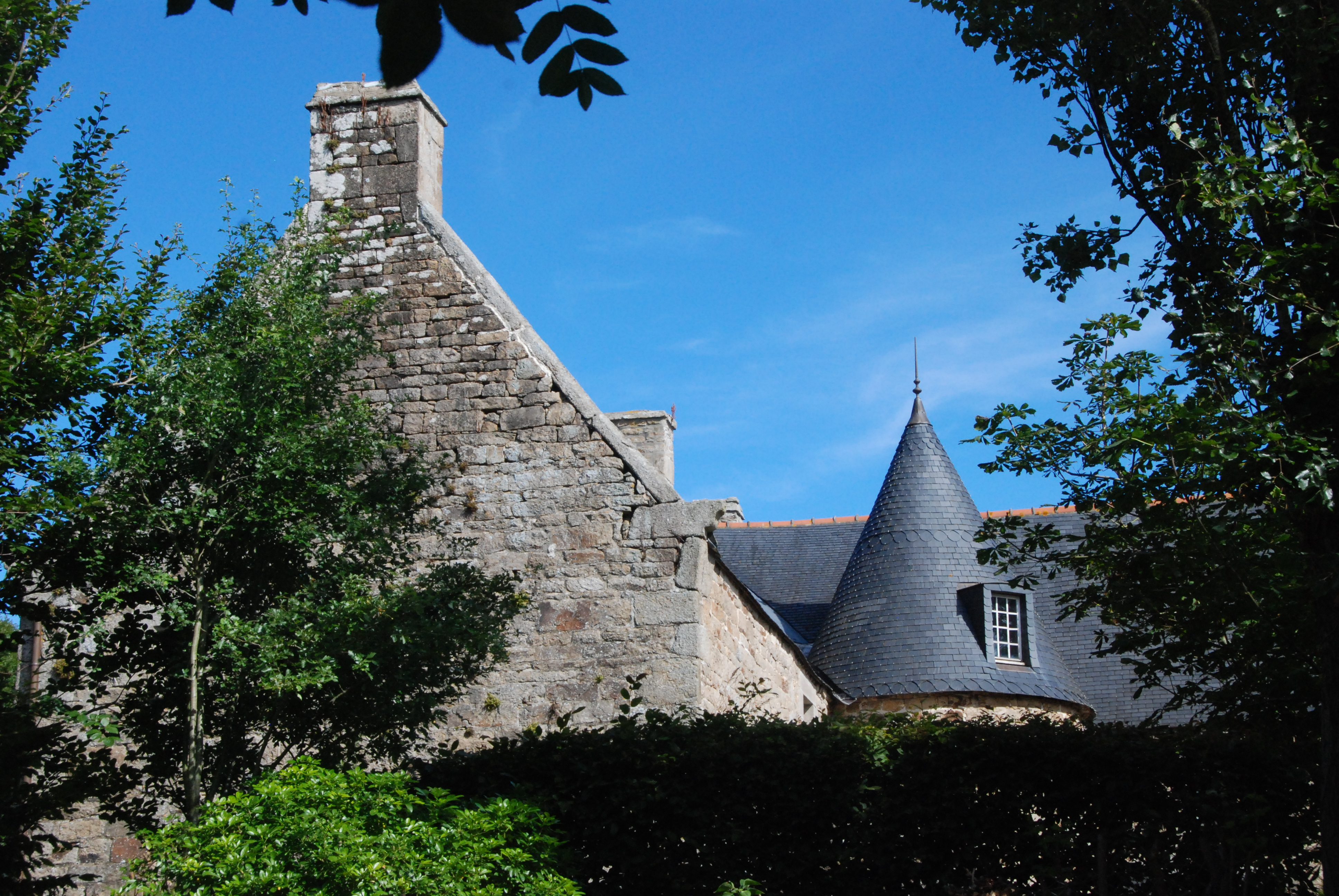
Manoir de Kergunic.
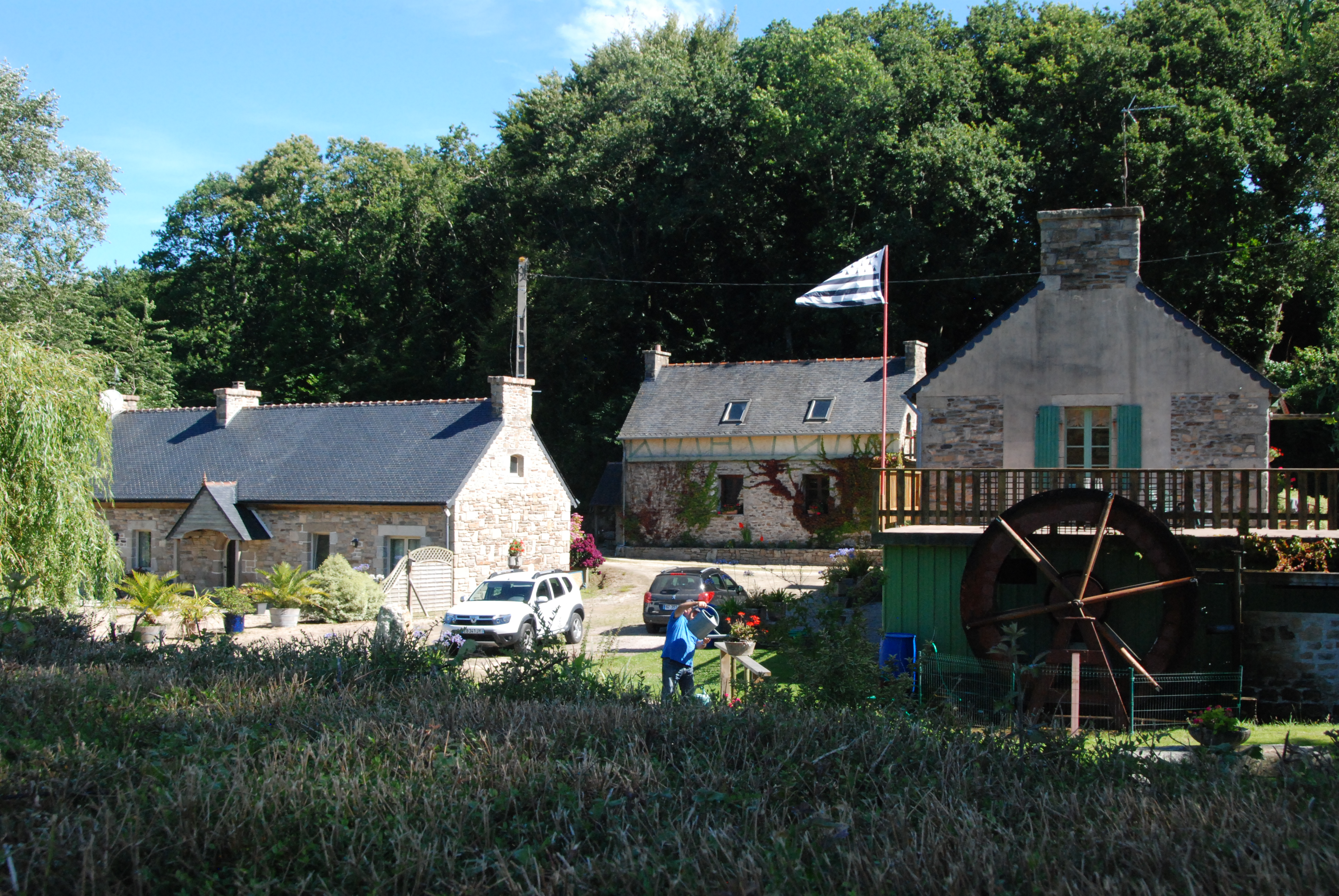
Moulin de Kergoff.
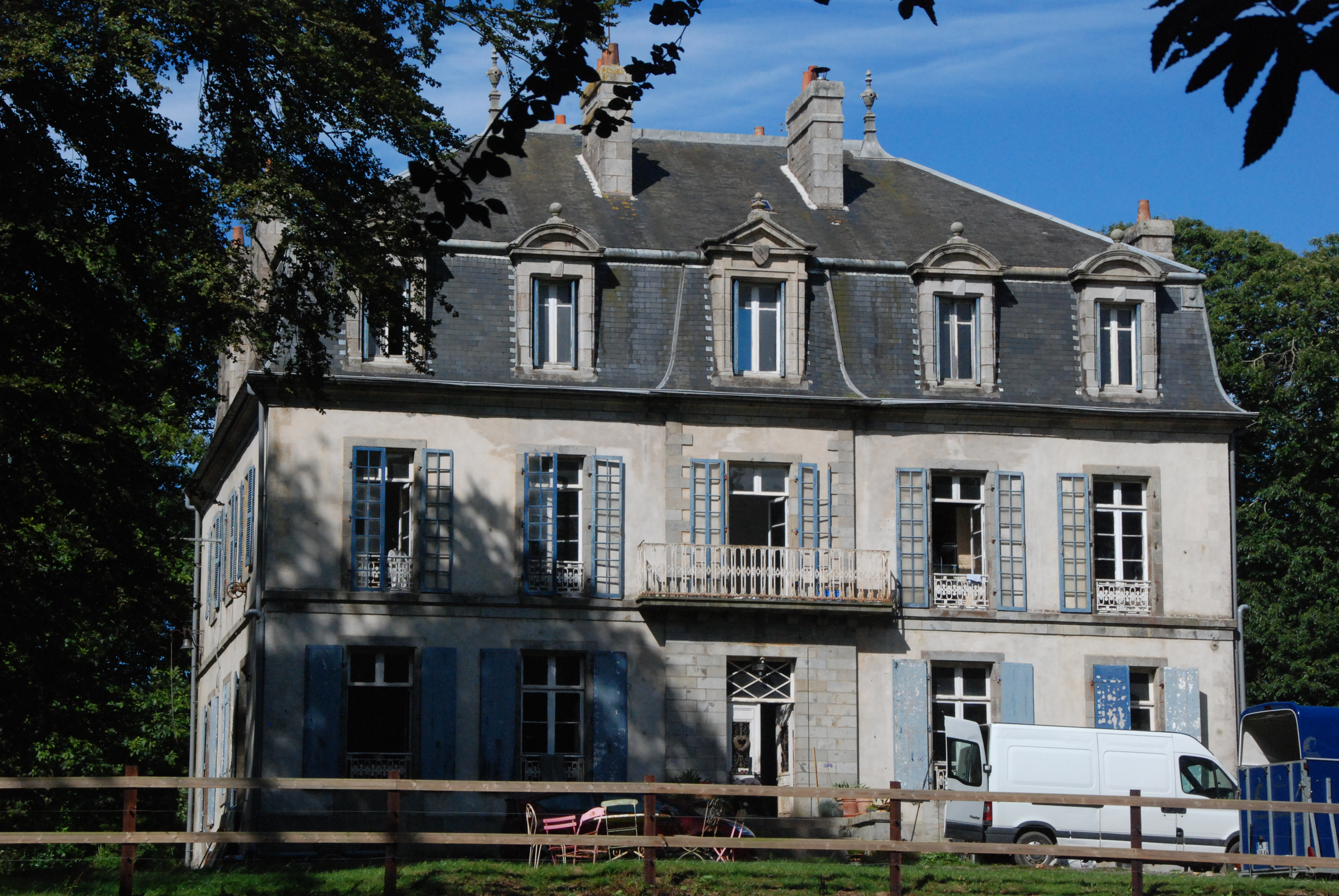
Château des Isles. Ayant appartenu à la famille Mer.

## Langue bretonne
- L'adhésion à la charte Ya d'ar brezhoneg a été votée par le Conseil municipal le 23 mai 2011.

## Personnalités
- Jeanne Jégou-Cadart, (fin XIXe siècle, début XXe siècle)[29], peintre qui vécut à Paris et au manoir des Isles à Kernouës[30].
- Vincent Inizan, 1869-1951, député du Finistère de 1919 à 1942, né à Kernouës.
- Alphonse Le Gall, (1931-2016) né à Trézel en Kernouës ; footballeur français, il fut professionnel de 1951 à 1964[31].

## Événements
Le festival Astropolis s'est installé clandestinement dans un champ de Kernouës au cours de l'été 1995. La presse parlera d'une rave.